# Saropogon fucatus
Saropogon fucatus là một loài ruồi trong họ Asilidae. Saropogon fucatus được Loew miêu tả năm 1869. Loài này phân bố ở vùng Cổ Bắc giới.